# Aspidiella zingiberi
Aspidiella zingiberi är en insektsart som beskrevs av Mamet 1942. Aspidiella zingiberi ingår i släktet Aspidiella och familjen pansarsköldlöss. Inga underarter finns listade i Catalogue of Life.